# پامویو (تگزاس)
پامویو، تگزاس(به انگلیسی: Palmview, Texas) شهری در ایالت تگزاس از ایالات جنوبی ایالات متحده آمریکا است. در سرشماری سال ۲۰۰۰، جمعیت این شهر ۴۱۰۷ نفر اعلام شد.